# Wade Elliott
Wade Patrick Elliott (Southampton, 1978. december 14. –) angol labdarúgó, edző.

## Pályafutása

### Kezdeti évek
Elliott a Southampton ifiakadémiáján kezdett futballozni, de onnan 16 éves korában, 1994-ben elküldték. Ezután néhány évig a tanulással foglalkozott, majd a ligán kívüli Bashleyhoz igazolt. Ott figyelt fel rá a Bournemouth egy korábbi játékosa, Jimmy Case, aki próbajátékra hívta a klubhoz. Meggyőzően teljesített, így 1999 februárjában 5 ezer fontért leigazolták a vörös mezesek.

### Bournemouth
Miután a Bournemouth-hoz igazolt, az 1998/99-es szezon hátralévő részében 12 meccsen kapott lehetőséget és két gólt szerzett. Első teljes szezonjában hamar felhívta magára a figyelmet, az idény végén pedig megválasztották a csapat legjobbjának. A 2003/04-es évad végére vele együtt több játékosnak lejárt a szerződése. A legtöbben távoztak, de ő egy évvel hosszabbított. Az egy év leteltével ő is elhagyta a klubot.

### Burnley
Elliott a Burnleyben folytatta a pályafutását, első ottani idényében 23 alkalommal kapott lehetőséget kezdőként és három gólt szerzett. A következő két szezonban nagyon fontos tagjává vált a csapatnak és mindkétszer őt választották az évad legjobbjának. A 2007/08-as szezonban három évvel meghosszabbította szerződését. Csapata bejutott a rájátszás döntőjébe, ahol éppen ő lőtte a győztes gólt a Sheffield United ellen.
A Burnley a Premier League-ben az ő találatával verte 1-0-ra az Evertont. 2009. október 18-án, a Blackburn Rovers elleni rangadón sokan úgy látták, hogy arcon rúgta Pascal Chimbondát. Végül azonban büntetlenül megúszta, mivel Chris Foy játékvezető nem látta tisztán az esetet.

## Sikerei, díjai

### Burnley
- A másodosztály rájátszásának győztese: 2008/09

## Külső hivatkozások
- Wade Elliott pályafutásának statisztikái a Soccerbase oldalon (angolul)

- Wade Elliott adatlapja a Bournemouth honlapján
- Wade Elliott adatlapja a Burnley honlapján

## Fordítás
- Ez a szócikk részben vagy egészben  a   Wade Elliott című angol Wikipédia-szócikk fordításán alapul.  Az eredeti cikk szerkesztőit annak laptörténete sorolja fel. Ez a jelzés csupán a megfogalmazás eredetét és a szerzői jogokat jelzi, nem szolgál a cikkben szereplő információk forrásmegjelöléseként.